# Sarah Bennett
Sarah Bennett (17 giugno 2001) è una sciatrice alpina canadese.

## Biografia
Attiva in gare FIS dall'agosto del 2017, in Nor-Am Cup la Bennett ha esordito il 13 febbraio 2018 a Whiteface Mountain in slalom gigante, senza completare la prova, e ha conquistato il primo podio l'11 febbraio 2020 nella medesima località in supergigante (3ª); ha debuttato in Coppa del Mondo il 5 dicembre 2021 a Lake Louise in discesa libera, senza completare la prova, e il 16 dicembre dello stesso anno ha conquistato la prima vittoria in Nor-Am Cup, a Panorama in slalom gigante. Non ha preso parte a rassegne olimpiche o iridate.

## Palmarès

### Nor-Am Cup
- Miglior piazzamento in classifica generale: 5ª nel 2022
- 12 podi:
  - 2 vittorie
  - 4 secondi posti
  - 6 terzi posti

#### Nor-Am Cup - vittorie
| Data             | Località        | Paese       | Specialità |
| ---------------- | --------------- | ----------- | ---------- |
| 16 dicembre 2021 | Panorama        | Canada      | GS         |
| 9 dicembre 2022  | Copper Mountain | Stati Uniti | SG         |

Legenda:

SG = supergigante

GS = slalom gigante

### Campionati canadesi
- 6 medaglie:
  - 3 ori (slalom speciale nel 2021; slalom gigante, slalom speciale nel 2022)
  - 1 argento (slalom gigante nel 2024)
  - 2 bronzi (slalom speciale nel 2020; slalom speciale nel 2025)